# 海老原英人
海老原 英人（えびはら ひでと、1971年12月16日 - ）は、日本の男性声優。茨城県出身。
代表作は『パワーレンジャー』（ロード・ゼッド）、『マルコム in the Middle』（フランシス・ウィルカーソン）など。

## 人物
バオバブ学園（現：ビジュアル・スペース俳優養成所）9期生。
2009年7月までぷろだくしょんバオバブに所属していた。
趣味は音楽鑑賞、読書、カラオケ。特技はドラム、エレキベース。

## 出演

### テレビアニメ
1997年
- エルフを狩るモノたちII（街人）
- 剣風伝奇ベルセルク（1997年 - 1998年、兵士C、傭兵、番兵B、番兵、兵C、傭兵C）

1998年
- 銀河漂流バイファム13（パイロットA、兵士A、作業員、兵士B、士官B）
- センチメンタルジャーニー（ボーイ）

1999年
- THE ビッグオー
- Bビーダマン爆外伝V（やたいのしゅじんボン）
- ワイルドアームズ トワイライトヴェノム（盗賊A）

2000年
- 幻想魔伝 最遊記（蒼髭）

2001年
- 仰天人間バトシーラー（メタルーキー/刑事超神）
- Hellsing（陸軍兵士）
- 名探偵コナン（刑事A）

2002年
- THE ビッグオー second season（部下）

2003年
- R.O.D -THE TV-（パイロット、キャスターの声）
- ねこぢる劇場（ロボ工員、男）

2008年
- コードギアス 反逆のルルーシュR2（神官）
- しましまとらのしまじろう（若者、船員）

2009年
- ルパン三世VS名探偵コナン（SP）

### 劇場アニメ
- 音響生命体ノイズマン（1997年、ゴースト）
- ルールマンの交通安全（1998年、ジコラー）

### OVA
- 聖少女戦隊レイカーズEX（1996年、生徒C）
- 恋愛候補生 STARLIGHT SCRAMBLE（1998年、テロリスト）
- 超神姫ダンガイザー3（1999年 - 2000年、GM本社ビル 影、オペレーター）
- 倒凶十将伝（1999年、チンピラ、青年）

### ドラマCD
- 危ないサマーバケイション（ボーイ）
- GファンタジーコミックCDコレクション 最遊記（町の男）
- SASRA（国枝）
- 男子寮でロマンスを（伊集院千夏）
- DRAMA CD SAIYUKI（妖怪）
- ヴァイスクロイツ Dramatic Precious 1st STAGE SLEEPLESS NIGHT（チンピラ）
- 夢見る眠り男（海賊）

### 吹き替え

#### 映画
1998年
- ジャッカル（パソコンカフェの店員、男）
- ピースキーパー（デイビス）

1999年
- アステロイド2（デイモン）
- ウェルカム・トゥ・サイゴン（フレー）
- エグゼクティブ・エクスプレス（ベーカー）
- キラー・ネット 殺人ゲームへようこそ
- ジャック・フロスト（ローリー）
- 新ゾンビ（村人）
- ステルスファイター（バーグ）
- D.N.A.V（男）
- ディープ・フィアー（オリバー）
- デザート・フォース（無線兵）
- ディープ・ブルー（ケヴィン・クロフォード〈ダン・ティール〉）
- ニューヨーク大地震（アンドリュー）
- ヴァンドーム広場 18カラットの罠（ポール）
- プリーチング（ピーター〈クリスチャン・アンホルト〉）
- 弁護人（マイキー）
- もういちど逢いたくて 星月童話（チェの手下）
- 野獣教室（ジミー）
- ロスト・ゾーン（アコーディオン奏者）

2000年
- アトランティック・プロジェクト（エリクソン）
- 裏窓（セラピスト）
- カンニバル!（インディアン）
- 死霊のはらわた 最終章（ジェリー）
- スウィーパーズ（レイ・ガン）
- 聖なる嘘つき（ハーシェル〈マチュー・カソヴィッツ〉）
- 天才マックスの世界（アレックス）
- ナイト・オブ・ザ・リビングデッド最終版（ダン、記者）
- 25年目のキス（パッカー）
- ネイビー・シールズ2000（ジョン）
- バイオレンスロード（ライリー）
- バッファロー'66（男1）
- ベレッタ2000 暗殺者（クラレンス）
- マグナム（フレディー）
- モッド・スクワッド（ソニー）

2001年
- 恋のからさわぎ（青ジャンパーの少年）
- パール・ハーバー（テオ）

2002年
- コレリ大尉のマンドリン
- 点子ちゃんとアントン
- フィフス・エレメント（バーテンダーロボット、男）※テレビ朝日版

#### テレビドラマ
1998年
- 刑事ナッシュ・ブリッジス（ハンク）

1999年
- スターゲイト SG-1（シャバダイ、ジャマラ）
- ハイテク武装車バイパー2（ミコ）
- パワーレンジャー（ロード・ゼッド〈ロバート・アクセルロッド〉、パンプキンラッパー〈マイケル・ソリッチ〉、リッチー 他）

2000年
- パワーレンジャー・イン・スペース（ロード・ゼッド（〈ロバート・アクセルロッド〉）
- フェリシティの青春（カール）
- 緑の丘のブルーノ（コッホ）

2002年
- アンドロメダ（エリック）
- マルコム in the Middle（フランシス・ウィルカーソン〈クリストファー・マスターソン〉）

2008年
- タッチング・イーブル〜闇を追う捜査官〜（サイモン、ショーン・ハワード）

#### アニメ
不明
- ライオン・キングのティモンとプンバァ（ペンギン）

1999年
- くまのパディントン（ウェイター）
- スーパーマン（スパイダー、マンハイムの部下、警察無線の声、コンピューター）
- ターザン
- ポカホンタスII/イングランドへの旅立ち（港の男）

2000年
- 史上最強のグーフィー・ムービー Xゲームで大パニック!（ラリー）

2001年
- スペース・レンジャー バズ・ライトイヤー 帝王ザーグを倒せ!（新人スペース・レンジャー）

### その他コンテンツ
- Biohazard 4D-Executer（エド）